# 알히라
알히라(Al-Hira, 아랍어: الحيرة, 로마자 표기: al-Ḥīra 중세 페르시아어: Hērt)는 현재 이라크 중남부의 쿠파 남쪽에 위치한 메소포타미아의 고대 도시였다.

## 역사

### 라크미드 왕국
알히라는 이슬람 이전 아랍 역사에서 중요한 도시였다. 알히라(4~7세기)는 사산 왕조의 아랍 가신 왕국인 라크미드의 수도였으며, 남쪽의 유목민 아랍인을 억제하는 데 도움을 주었다. 알히라의 라크미드 통치자들은 사산 왕조의 10대 황제인 샤푸르 2세(309-379)의 인정을 받았다.
531년 사산 왕조는 알히라의 도움을 받아 에데사(지금의 터키 남동부 우르파) 남쪽의 칼리니쿰 전투에서 비잔틴 장군 벨리사리우스를 격파했다. 602년 코스로 2세는 알 누만 3세 이븐 알 문디르를 폐위시키고 알히라를 합병했다.

### 교회사
히르타는 4세기부터 11세기까지 동방교회의 주교좌였다. 그것은 셀레우키아-크테시폰(Seleucia-Ctesiphon)의 총대주교 지역에 속했다.
오늘날 히르타는 이라크의 정식 가톨릭 교구이다.

### 아랍인들에게 정복당함
히라 전투 이후, 633년 5월 아부 바크르가 지휘하는 히라 아랍 바크르 부족의 군대가 도시를 탈환했다.